# 宣国荣
宣国荣（1935年—），男，安徽炳辉人，中国自动控制专家，曾任西安交通大学教授、博士生导师。